# Blask (album Danuty Stankiewicz)
Blask – dziesiąty album studyjny polskiej piosenkarki Danuty Stankiewicz wydany 24 kwietnia 2009 roku pod pseudonimem Danqa nakładem wytwórni MTJ.

## Lista utworów
1. A skrzypki w uszach grają (Dawid Glik - Józef Aleksandrowicz, Sylwia Wilczek)
2. Czumbalalajka (trad. - Zbigniew Stawecki)
3. A może by tak zatańczyć (Czesław Majewski - Halina Cenarska)
4. Piosenka o Rudej (Janusz Sent - Józef Knothe)
5. Rebe (trad. - Mory Gebaj)
6. Trzeba umieć się targować (Czesław Majewski - Halina Cenarska)
7. Śpiewał mi ojciec (Wiesław Czerwiński - Michał Chęciński)
8. To jest cymes (Dawid Glik - Mory Gebaj)
9. Ballada izraelska (Janusz Sent - Zbigniew Stawecki)
10. W innych językach (Janusz Sent - Ryszard Marek Groński)
11. Skrzypek na dachu (Raimonds Pauls - Jacek Korczakowski)
12. Rabin Jakub (Czesław Majewski - Halina Cenarska)
13. Już wszystkie smutki wysmucone (Artur Żalski - Michał Chęciński)
14. Blask szabasowych świec (Czesław Majewski - Halina Cenarska)

## Charakterystyka albumu
Album Blask Danuty Stankiewicz to płyta w całości poświęcona muzyce żydowskiej. Złożyły się na nią piosenki zarówno z samodzielnego repertuaru artystki jak i jeden utwór z repertuaru muzyki ludowej. Dwie piosenki nagrane na płycie zostały wydane wcześniej na pierwszym, oraz ósmym albumie studyjnym artystki, lecz zostały one nagrane na nowo, tak aby cały album był spójny w brzmieniu. Wszystkie utwory zawarte na wydawnictwie zaaranżowała Lena Szurmiej, akompaniował ośmioosobowy zespół Lubliner Klezmorim, natomiast zarejestrowanie całego materiału miało miejsce w Studio 33 Roberta Osam–Gyaabina w Warszawie. W 2006 cztery piosenki z płyty ukazały się na składance The Best – Danqa wydanej przez wytwórnię MTJ i stanowiły single z albumu Blask. Płyta pierwotnie ukazała się w roku 2004 w małym nakładzie i wydana nieoficjalnie, dopiero 24 kwietnia 2009 album doczekał się oficjalnego wydania przez Agencję Artystyczną MTJ na nośniku płyty kompaktowej (MTJ CD 10870). W 2018 ukazała się jego reedycja ponownie wydana przez MTJ (MTJ CD 10870), natomiast w 2022 dziewięć z czternastu piosenek z albumu ukazało się na kompilacyjnej płycie wytwórni MTJ Tylko tęsknota w sercu gra wydanej przy współudziale Krzysztofa Kolbergera. 31 października 2019 album miał swoją premierę w serwisach streamingowych.

## Koncert i spektakl
Do płyty powstał również specjalny program koncertowy W cieniu szabasowych świec w reżyserii Tadeusza Wiśniewskiego, podczas którego Danuta Stankiewicz prezentowała utwory z płyty Blask a Krzysztof Kolberger recytował poezję żydowską. Podczas koncertów artystom towarzyszyli muzycy Teatru Żydowskiego w Warszawie. Następnie powstał spektakl Blask w reżyserii Leny Szurmiej, którego pomysłodawcą była sama Danuta Stankiewicz. Przedstawienie oparte było o prezentację piosenek z płyty Blask w klimacie tradycyjnych świąt żydowskich. W skład uczestników spektaklu wchodziło ośmioro muzyków zespołu klezmerskiego Lubliner Klezmorim, czterosobowy chór, oraz Danuta Stankiewicz w roli głównej. W teatrach w skład obsady spektaklu wchodziło również czterech tancerzy. Spektakl premierowo został zaprezentowany w Studio im. Agnieszki Osieckiej w radiowej trójce. Cegiełka ze sprzedaży przedstawienia została przeznaczona na budowę Muzeum Historii Żydów Polskich Polin. Finalnie spektakl odniósł duży cukces w całej Polsce i był wystawiany wielokrotnie w jej największych miastach.

## Muzycy
- Danuta Stankiewicz – śpiew
- Aleksandra Bieńkowska, Anna Cieśla, Robert Osam-Gyaabin – chórki
- Tomasz Czapliński – skrzypce
- Marek Krajewski – instrumenty perkusyjne
- Grzegorz Hordyjewicz – trąbka
- Michał Mieczkowski – puzon
- Paweł Nawara – gitara
- Paweł Sójka – akordeon
- Józef Sribniak – klarnet
- Wojciech Traczyk – kontrabas

## Realizatorzy
- Grafika graficzny – zespół Studia S